# Норфорк (Арканзас)
Норфорк (англ. Norfork) — місто (англ. city) в США, в окрузі Бекстер штату Арканзас. Населення — 465 осіб (2020).

## Географія
Норфорк розташований на висоті 145 метрів над рівнем моря за координатами 36°12′32″ пн. ш. 92°16′32″ зх. д. / 36.20889° пн. ш. 92.27556° зх. д. (36.208930, -92.275623).  За даними Бюро перепису населення США в 2010 році місто мало площу 6,40 км², з яких 5,94 км² — суходіл та 0,46 км² — водойми.

## Демографія
Згідно з переписом 2010 року, у місті мешкало 511 особа в 225 домогосподарствах у складі 159 родин. Густота населення становила 80 осіб/км².  Було 330 помешкань (52/км²). 
Расовий склад населення:
| - 95,7 % — білих - 1,0 % — чорних або афроамериканців - 1,0 % — азіатів - 0,6 % — корінних американців |

До двох чи більше рас належало 1,8 %. Іспаномовні складали 0,2 % від усіх жителів.
За віковим діапазоном населення розподілялося таким чином: 21,1 % — особи молодші 18 років, 54,6 % — особи у віці 18—64 років, 24,3 % — особи у віці 65 років та старші. Медіана віку мешканця становила 49,2 року. На 100 осіб жіночої статі у місті припадало 96,5 чоловіків;  на 100 жінок у віці від 18 років та старших — 91,0 чоловіків також старших 18 років.
Середній дохід на одне домашнє господарство  становив 45 708 доларів США (медіана — 35 066), а середній дохід на одну сім'ю — 50 318 доларів (медіана — 39 375). Медіана доходів становила 32 917 доларів для чоловіків та 30 000 доларів для жінок. За межею бідності перебувало 20,9 % осіб, у тому числі 43,4 % дітей у віці до 18 років та 3,4 % осіб у віці 65 років та старших.
Цивільне працевлаштоване населення становило 191 осіб. Основні галузі зайнятості: освіта, охорона здоров'я та соціальна допомога — 39,3 %, будівництво — 14,7 %, виробництво — 10,5 %, фінанси, страхування та нерухомість — 9,9 %.
За даними перепису населення 2000 року в Норфорку проживало 484 особи та налічувалося 283 домашніх господарств. Середня густота населення становила близько 85,7 осіб на один квадратний кілометр. Расовий склад Норфорка за даними перепису розподілився таким чином: 96,07 % білих, 0,21 % чорних або афроамериканців, 1,50 % — корінних американців, 0,41 % — азіатів, 1,45 % — представників змішаних рас і 0,41 % — інших народів.
З 224 домашніх господарств в 17,0 % — виховували дітей віком до 18 років, 58,5 % представляли собою подружні пари, які спільно проживали, в 8,5 % сімей жінки проживали без чоловіків, 31,7 % не мали сімей. 29,9 % від загального числа сімей на момент перепису жили самостійно, при цьому 14,7 % склали самотні літні люди у віці 65 років та старше. Середній розмір домашнього господарства склав 2,16 особи, а середній розмір родини — 2,65 особи.
Населення міста за віковим діапазоном за даними перепису 2000 року розподілилося таким чином: 16,5 % — жителі молодше 18 років, 3,1 % — між 18 і 24 роками, 16,9 % — від 25 до 44 років, 36,4 % — від 45 до 64 років і 27,1 % — у віці 65 років та старше. Середній вік мешканця склав 53 роки. На кожні 100 жінок в Норфорку припадало 95,2 чоловіків, у віці від 18 років та старше — 91,5 чоловіків також старше 18 років.
Середній дохід на одне домашнє господарство в місті склав 30 192 долара США, а середній дохід на одну сім'ю — 34 375 доларів. При цьому чоловіки мали середній дохід в 23 750 доларів США на рік проти 19 028 доларів середньорічного доходу у жінок. Дохід на душу населення в місті склав 16 671 долар на рік. 7,5 % від усього числа сімей в окрузі і 13,0 % від усієї чисельності населення перебувало на момент перепису населення за межею бідності, при цьому 18,9 % з них були молодші 18 років і 16,5 % — у віці 65 років та старше.